# Порто Гранди
Порто Гранди, (на португалски: Porto Grande) е град — община в централната част на бразилския щат Амапа. Общината е част от икономико-статистическия микрорегион Макапа, мезорегион Южна Амапа. Населението на общината към 2010 г. е 16 825 души, а територията е 4401.763 km2 (3,82 д./km²).

## История
Община Порто Гранди е основана по силата на закон № 3, от 1 май 1992.

## География
Граничи с общините Ферейра Гомис, Макапа, Сантана, Мазагао, Педра Бранка до Амапари и Сера до Навио.

## Образование
Сред проектите на Плана за развитие на образованието, към бразилското Министерство на образованието, възложен на INEP (Национален институт за образователни изследвания), в Северния регион на страната, щат Амапа, обществените градски училища на територията на Порто Гранди, през 2005 г. получават следната оценка по IDEB (Индекс на развитие на основното образование):
| IDEB оценка, училище и място | IDEB оценка, училище и място           | IDEB оценка, училище и място |
| ---------------------------- | -------------------------------------- | ---------------------------- |
| Оценка                       | Училище                                | Място                        |
| 3,0                          | Щатско училище Проф. Кристина Родригис | 104º                         |
| 2,3                          | Общинско училище Акри                  | 132º                         |